# Агиос Теодорос (дем Горуша)
Агиос Теодорос или Царища (на гръцки: Άγιος Θεόδωρος или Άγιοι Θεόδωροι, Агиос Теодорос или Агии Теодори; до 1927 година: Τσάριστα, Цариста) е село в Южна Македония, Гърция, дем Горуша (Войо), област Западна Македония.

## География
Селото е разположено на 770 m надморска височина, в областта Населица на около 20 km западно от град Неаполи (Ляпчища) и около 15 km западно от Цотили. На север граничи със село Ликнадес, на запад - с Ахладия (Масган), на изток - с Аясма (Латорища).

## История

### В Османската империя
В края на XIX век Царища е предимно мюсюлманско гръкоезично село в Населишка каза на Османската империя.
Според Васил Кънчов в 1900 година в Царища живеят 50 гърци християни и 72 валахади (гръкоезични мюсюлмани).
На Етнографската карта на Битолския вилает на Картографския институт в София от 1901 година Царища е смесено село гърци, турци и помаци (гърци мохамедани) в казата Населица на Серфидженския санджак с 24 къщи.
Според статистика на Серфидженския санджак на гръцкото консулство в Еласона от 1904 година в Царища (Τσάριστα), Населишка каза, живеят 125 валахади.
В началото на ХХ век християнската част от селото е под върховенството на Цариградската патриаршия. По данни на Димитър Мишев в Tzarichta има 120 гърци патриаршисти.
На етническата карта на Костурското братство в София от 1940 година, към 1912 година Царища е обозначено като гръцко селище.

### В Гърция
През Балканската война в 1912 година в селото влизат гръцки части и след Междусъюзническата в 1913 година Царища остава в Гърция. През 1913 година при първото преброяване от новата власт в него са регистрирани 105 жители.
В средата на 20-те години мюсюлманското население на селото е изселено в Турция по силата на Лозанския договор и на негово място са заселени понтийски гърци бежанци от Турция. В 1928 година селището е представено като смесено, състоящо се от коренни местни жители и от новодошли бежанци. Последните са 10 семейства или 41 души.
В 1927 година името на селото е сменено на Агиос Теодорос.
Населението традиционно произвежда жито, тютюн, картофи и други земеделски продукти, като се занимава и със скотовъдство.
| Година    | 1913 | 1920 | 1928 | 1940 | 1951 | 1961 | 1971 | 1981 | 1991 | 2001 | 2011 | 2021 |
| --------- | ---- | ---- | ---- | ---- | ---- | ---- | ---- | ---- | ---- | ---- | ---- | ---- |
| Население | 105  | 95   | 98   | 135  | 125  | 107  | 79   | 71   | 61   | 70   | 34   | 19   |